# 10 jours encore sans maman
Série
10 jours sans maman
(2020)
Pour plus de détails, voir Fiche technique et Distribution.
10 jours encore sans maman est un film français réalisé par Ludovic Bernard et sorti en 2023. Il fait suite à 10 jours sans maman, du même réalisateur, sorti en 2020.

## Synopsis
Antoine Mercier a été licencié de son poste de directeur des ressources humaines dans une grande enseigne de bricolage. Depuis deux ans, il est devenu père au foyer et s'occupe de ses quatre enfants, souvent seul car sa femme Isabelle est très prise par son activité d'avocate. Alors qu'Antoine commence à ne plus supporter la situation, toute la famille a prévu de partir 10 jours en vacances à la montagne à Courchevel. Antoine se dit alors qu'il va pouvoir enfin se reposer. Malheureusement pour lui, alors qu'ils sont sur le quai de la gare, le cabinet d'Isabelle la sollicite et elle ne peut plus partir avec les siens. Antoine va alors devoir à nouveau passer 10 jours seul avec ses 4 enfants.

## Fiche technique
Sauf indication contraire, les informations mentionnées dans cette section peuvent être confirmées par les bases de données cinématographiques IMDb et Allociné,  présentes dans la section « Liens externes ».
- Titre original : 10 jours encore sans maman
- Réalisation : Ludovic Bernard
- Scénario : Ludovic Bernard, Mathieu Oullion et Mariano Vera
- Musique : Guillaume Roussel
- Décors : Mélissa Panturo
- Costumes : Stéphanie Watrigant
- Photographie : Vincent Richard
- Montage : Vincent Zuffranieri
- Son : Amaury de Nexon
- Production : Romain Brémond, Daniel Preljocaj et Anna Marsh
  - Producteur associé : Dominique Farrugia, Grégoire Pouletty et François Mergier
- Sociétés de production : Studiocanal, Soyouz Films et M6 Films
- Société de distribution : Studiocanal (France)
- Pays de production :  France
- Langue originale : français
- Format : couleur — 2,35:1
- Genre : comédie
- Durée : 96 minutes
- Dates de sortie :
  - France : 12 avril 2023

## Distribution
Sauf indication contraire ou complémentaire, les informations mentionnées dans cette section proviennent du générique de fin de l'œuvre audiovisuelle présentée ici.
- Franck Dubosc : Antoine Mercier
- Aure Atika : Isabelle Mercier
- Swann Joulin : Arthur Mercier, l'aîné
- Violette Guillon : Chloé Mercier, la cadette
- Ilan Debrabant : Maxime Mercier, le cadet
- Evan Paturel : Joseph "Jojo" Mercier, le benjamin
- Alexis Michalik : Di Caprio
- Annelise Hesme : Laure, la mère célibataire
- Xavier Robic : monsieur Simon
- Romain Lancry : Jean-Étienne
- Juliette Aver : Eva
- Vincent Martin : Arnaud Chappaz, le montagnard isolé
- Quitterie Picamoles : madame Rochant, la cliente d'Isabelle
- Cesare Capitani : monsieur Grouard, l'accusé
- Ragnar Le Breton : Pascal, le passager du TGV
- Helena Noguerra : Audrey, soeur d'Isabelle
- Bertrand Uzeel : Steevy, mari d'Audrey
- Arthur Choisnet : Bastien
- Edgar Grospiron : Lui-même
- Alexis Hitte : Barman

## Production

### Tournage
Le tournage débute le 22 mars 2022 à Courchevel en Savoie. Il se déroule également en Île-de-France, notamment sur les quais de la gare de Lyon.

## Accueil

### Accueil critique
En France, le site Allociné donne la note de 2,3⁄5, après avoir recensé 6 critiques de presse.
Pour la rédaction du Parisien, « Malgré quelques ralentissements dans la deuxième partie du film, on rit beaucoup dans cette suite enlevée. ».
Pour Le Journal du dimanche, Stéphanie Belpêche parle d'une « comédie au scénario cousu de fil blanc mais qui fonctionne grâce à son lâcher-prise général et son humour burlesque, porté par l’abattage de Franck Dubosc. ».
Pour Nicolas Didier (Télérama), « 10 jours encore sans maman finit par véhiculer un fantasme d’homme célibataire, qui va à l’encontre du sujet. Le film n’ayant, alors, plus rien à raconter, Dubosc en est réduit à un laborieux one-man-show burlesque, entre chutes à ski et accidents de motoneige. ».
Pour Christophe Caron (La Voix du Nord), « On pourra dire qu’il s’agit d’un divertissement familial sans prétention. Mais qui a décrété qu’il ne pouvait pas y avoir un minimum de prétentions dans un divertissement familial ? ».
Quant à François Léger (Première), « Le changement de décor ne suffit pas à renouveler les péripéties autour de ce papa dépassé, et Franck Dubosc fait ce qu'il peut avec un scénario dont les seules idées sont de le faire chuter à tout-va (avec des skis, sans skis, en motoneige... Vous voyez le genre). Absolument épuisant. ».

### Box-office
Pour son premier jour d'exploitation en France, 10 jours encore sans maman a réalisé 50 836 entrées, dont 17 669 en avant-première, pour un total de 1 986 séances proposées. Ce score est deux fois moins élevé que le premier volet qui avait réuni plus de 100 000 entrées. En comptant pour ce premier jour les avant-premières, le film se positionne en seconde place du box-office des nouveautés pour sa journée de démarrage, derrière Donjons et Dragons : L'Honneur des voleurs (80 189) et devant Suzume (44 210).
Au bout d’une première semaine d’exploitation dans les salles françaises, le long-métrage totalise 256 753 entrées, pour une quatrième place au box-office, derrière Donjons et Dragons : L'Honneur des voleurs (420 168) et devant Je verrai toujours vos visages (199 416). La semaine suivante, le film descend à la sixième place du box-office hebdomadaire avec 205 327 entrées supplémentaires, derrière la nouveauté Evil Dead Rise (235 926) et devant le drame français Je verrai toujours vos visages (166 148).
| Pays ou région | Box-office      | Date d'arrêt du box-office | Nombre de semaines |
| -------------- | --------------- | -------------------------- | ------------------ |
| France         | 681 074 entrées | 30 mai 2023                | 7                  |
| Total mondial  | 5 644 321 $     | -                          | -                  |